# Garnizon Dwór Armii Krajowej
Garnizon Dwór – struktura terytorialna i bojowa Okręgu Wilno Armii Krajowej swym zasięgiem obejmująca miasto Wilno.

## Dowództwo
- komendant garnizonu:

kpt. Aleksander Wasilewski - do marca 1940
kpt. Karol Zieliński „Czarew” - 1940
mjr Leon Koplewski „Skarbek", „Bezmian” - 1944
- szef sztabu komendy miasta:

ppor. Antoni Burzyński „Kmicic” - do listopada 1940
kpt. Dąbrowski „Kryś” - 1944
- kwatermistrz:

por. Julian Pietraszewski „Julian” - 1940
por. Kazimierz Pietraszkiewicz „Konrad” - 1944

## Organizacja garnizonu
Konspiracyjny garnizon miasta Wilna podzielony był na  dzielnice, a te z kolei na trzy rejony każda. Dzielnica konspiracyjna miała przygotować w konspiracji batalion strzelecki, złożony z trzech kompanii wystawianych przez rejony. 
W skład „Dworu”  początkowo wchodziły cztery dzielnice: Śródmieście z Antokolem i Zarzeczem, Kalwaryjska, Zwierzyniec i Zakret, Nowy Świat.
Wiosną 1940 zreorganizowano garnizon. Posiadał on wtedy następujący podział i obsadę etatową:
- Dzielnica „A” – Śródmieście
- Dzielnica „B” – Kalwaryjska, mjr Tadeusz Topór-Wąsowski
- Dzielnica „C” – Zwierzyniec i Zakret, ppor. Klott
- Dzielnica „D” – Antokol i Zarzecze, mjr Władysław Zarzycki „Rojan”
- Dzielnica „E” – Nowy Świat i Wilcza Łapa

W styczniu 1943 zlikwidowano podział okręgu na „Dwór” i „Pole”. Od tej pory okręg dzielił się na garnizon miasta Wilno i Inspektoraty.
W 1944 podział garnizonu wyglądał następująco:
- Dzielnica „A” - obszar na prawym brzegu Wilii, zamieszkiwany przez rodziny wojskowe, zgrupowane wokół licznych tam koszar. Dowódca: mjr Bolesław Zagórny „kapitan Jan” (1944)
- Dzielnica „B” - obejmowała Zwierzyniec. Granica biegła między ul. Zakretową, Małą Pohulanką, Skopówką, Wielką, Ostrobramską (do toru kolejowego), a z drugiej strony Wilią i Wilejką Dowódca: mjr Władysław Zarzycki „Rojan”
- Dzielnica „C” - obejmowała tereny między prawym brzegiem Wilejki i lewym brzegiem Wilii - Antokol, Zarzecze i Belmont. Dowódca: kpt. Topór-Wąsowski „Nowicki” (1944)
- Dzielnica „D” - obszar na południe od dzielnicy „B”. Jej granica przebiegała ul. Dolną do Zakretowej, Małej Pohulanki, Poznańskiej i Skopówki do ul. Wielkiej, dalej na zachód od ul. Wielkiej i Ostrobramskiej do toru kolejowego i wzdłuż toru do Kolonii Wileńskiej. Południową granicę stanowiły tereny kolejowe. Dowódca: kpt. Józef Grzesiak „Czarny”, „Kmita”
- Dzielnica „E” - obszar na południe od terenów kolejowych do lotniska na Porubanku włącznie. Dowódca: kpt. Aleksander Tomaszewski „Al”